# Bianka Panowa
Bianka Benowa Panowa (bulgarisch Бианка Бенова Панова; englische Transkription Bianka Panova; * 27. Mai 1970 in Sofia) ist eine ehemalige bulgarische rhythmische Sportgymnastin und mehrfache Welt- und Europameisterin.

## Sportliche Karriere
Bianka Panowa war Teil der „goldenen Mädchen“-Generation, die den Sport in den 1980er Jahren dominierte. Sie begann 1977 ihre sportliche Karriere im Sportclub ZSKA mit der Trainerin Despa Kateliewa. 1982 wurde sie Teil der bulgarischen Nationalmannschaft für rhythmische Sportgymnastik. Bereits mit 15 Jahren, bei den Weltmeisterschaften 1985, gewann Panowa mit dem Band ihre erste Goldmedaille.
Bianka Panowa ist im Guinness-Buch der Rekorde aufgelistet, weil sie die meisten Höchstwertungen (vier) bei den Weltmeisterschaften bekam.

## Trainerkarriere
1990 startete Bianka Panowa ihre Karriere als Trainerin in Italien. Sie trainierte die italienische Landesmeisterin Katia Pietrosanti, die 1993 Junioren-Silbermedaillengewinnerin mit Keulen war. Ab 1993 bis 2001 arbeitete sie als Trainerin in Belgien und wurde dort Mitglied der Rhythmischen Sportgymnastik. Unter ihrer Leitung wurde Elke De Backer Belgiens Meisterin.
2015 gründete sie in Singapur zusammen mit Daniela Michaely "Bianka Panova Sport and Art Academy", um weiter als Trainerin zu arbeiten.

## Privates
Bianka Panowa heiratete den Physiotherapeut und Arzt, Chavdar Ninov, der später eine alternativmedizinische Behandlungsmethode (MyoPuncture™) entwickelte und weltweit einige prominente Patienten, wie z. B. Silvio Berlusconi, Marco van Basten und Albert II., behandelte. Aus der Ehe gingen zwei Söhne, Stefan und Richard, hervor. Panowa und ihr Ehemann verließen 1990 Bulgarien und ihre Reise ging durch mehrere Länder. Bianka Panowa lernte in der privaten Dance Academy Brugge in Belgien bei dem Choreograph und Tänzer Jorge Vazquez. 1996 machte sie dort den Abschluss "Jazz Ballet". Später unterrichtet sie auch darüber.

## Sonstiges
Bianka Panowa spielte 1988 im bulgarischen Spielfilm AkaTaMuS als Tänzerin. Sie nahm zweimal (2008 und 2009) an der bulgarischen Tanz-Castingshow Dancing Stars (ein Ableger von Dancing with the Stars) teil, wobei sie beim zweiten Mal die meisten Zuschauerstimmen erhielt und gewann.

## Veröffentlichungen
- Бианка Панова: В името на голямата цел - зад кадър [Im Namen des großen Ziels - hinter dem Vorhang], Ciela 2012, ISBN 9542812280, ISBN 978-9542812289